# 懷南茨基爾 (紐約州)
懷南茨基爾（英語：Wynantskill）是位於美國紐約州倫塞勒縣的普查規定居民點。

## 人口
根據2020年美國人口普查的數據，懷南茨基爾的面積為8.87平方千米，當中陸地面積為8.85平方千米，而水域面積為0.02平方千米。當地共有人口4050人，而人口密度為每平方千米456.6人。